# 卒業-GRADUATION- (テレビドラマ)
『卒業-GRADUATION-』（そつぎょう グラデュエーション）は、1985年3月6日に日本テレビ系の「水曜ロードショー」枠内で放映された単発スペシャルのテレビドラマである。

## 概要
主演は当時の人気アイドルだった菊池桃子。殺人事件を発端とするミステリー作品の体裁をとっているものの、最初から犯人が確定されているために本格的なミステリーとはいいがたく、事件に巻き込まれた主人公が様々な出来事を通じて人間的に成長し、それまでの幼かった自分から「卒業」することに主眼を置いて描かれている。
放映後は、翌年の1986年3月21日にアンコール放送されたのみで、ソフト化が待ち望まれていたにもかかわらず長らくソフト化は行われていなかったが、2003年3月3日、菊池のDVD&CDボックス『菊池桃子 プレミアム・コレクション LEGEND』にDVDとして同梱され、初ソフト化が実現した。
後に菊池は本作を振り返り、当時の自身は演技をまだ理解しておらず、ベテランの共演者たちのような巧みな演技や表情作りは到底無理だったので、自分の感情を視聴者に共感させるため、体当たりで演じるしかなかったと語っている。

## あらすじ
主人公・桃子は裏山の神社で幼馴染みの良介の大学合格祈願をしている途中、女性の悲鳴を耳にする。驚いて山を駆け降りた桃子が目にしたものは、担任教師の三田の姿。翌日、現場から女性の死体が発見され、桃子は三田に疑惑を抱く。しかし警察は、偶然現場に居合わせた良介に容疑をかける。密かに良介と交際していた生徒会長・麗子からの依頼で、桃子が虚偽の証言をしたことで良介は自由の身となるが、桃子は良心に苛まれる。そんな矢先、偶然から桃子は自分の出生の秘密（実子ではないこと）を知ってしまい、偽りばかりの世界に次第に絶望を抱き始める。

## キャスト
渡辺 桃子（わたなべ ももこ） - 菊池桃子
主人公。東伊豆の女子高の2年生。お転婆で泣き虫の、ごく普通の少女。
三田（みた） - 岸田智史
桃子の学級の担任教師。生徒たちから人気が高く、信頼も厚い。
立花 良介（たちばな りょうすけ） - 小林宏史
桃子の家の向かいの定食屋の息子で、桃子が兄のように慕う幼馴染み。大学浪人生。
渡辺 勝利（わたなべ かつとし） - 河原崎長一郎
桃子の父。酒屋の店主で、少々気弱な性格。
渡辺 蓮子（わたなべ れんこ） - 左時枝
桃子の母。小言ばかりで口うるさく、桃子からは煙たがられている。
七尾 麗子（ななお れいこ） - 貴倉良子
桃子の学校の生徒会長。良家の娘で、下級生たちの憧れの的。密かに良介と交際している。
治（おさむ） - 小倉一郎
勝利の営む酒屋の従業員。殺人事件に際して警察から仕入れた情報をもとに、桃子に入れ知恵する。
みどり - 有森也実
桃子の級友。恋愛に強い憧れを抱いている。
他、蜷川有紀、千石規子、千野弘美、阿藤海、上田耕一、不破万作、河原さぶ、丸山詠二、小松政夫、下川辰平、春川ますみらが出演。

## スタッフ
- 制作：波多腰晋二、岡田裕
- プロデューサー：銀谷精一、八巻晶彦
- 企画：藤田浩一、秋元康
- 脚本：鹿水晶子
- 監督：木下亮
- 音楽：林哲司
- 選曲：山川繁
- 撮影：水野尾信正
- 録音：佐藤富士男
- 美術：渡辺平八郎
- 整音：小峰信雄
- 効果：小島良雄
- 編集：山田真司
- 助監督：佐藤雅道
- 製作担当：小山信行
- 現像：東洋現像所
- MA：にっかつスタジオセンター
- 製作：ニュー・センチュリー・プロデューサーズ

## 主題歌
- 「卒業-GRADUATION-」（歌: 菊池桃子、作詞: 秋元康、作・編曲: 林哲司、バップ）